# صرع الفص الجبهي الليلي السائد
صرع الفص الجبهي الليلي السائد هو اضطراب صرعي يسبب نوبات عنيفة متكررة أثناء النوم. غالبًا ما تتضمن هذه النوبات حركات معقدة، مثل قبض اليد ورفع أو خفض الذراع وثني الركبة. الأصوات مثل الصراخ أو الأنين أو البكاء شائعة أيضًا. يشخص الأطباء المرض غالبًا على أنه مجرد كوابيس. تحدث الهجمات بشكل مجموعات غالبًا، وتظهر عادة في البداية في مرحلة الطفولة. يوجد أربعة مواقع جينية معروفة بارتباطها بصرع الفص الجبهي الليلي السائد، ثلاثة منها ذات جينات مسببة معروفة. هذه الجينات هي CHRNA4، وCHRNB2، وCHRNA2، وهي تشفر العديد من الوحدات الفرعية لمستقبلات الأسيتيل كولين النيكوتينية ألفا وبيتا.

## العلامات والأعراض
صرع الفص الجبهي الليلي السائد هو اضطراب صرع جزئي يتميز بنوبات عنيفة قصيرة أثناء النوم. النوبات معقدة، وتتكون من حركات في الذراع والساق، وقبضة اليد، والنطق مثل الصراخ والأنين. غالبًا ما تحدث هذه النوبات على شكل مجموعات، وقد تظهر لأول مرة في مرحلة الطفولة. غالبًا ما يكون التشخيص غير صحيح في البداية، إذ تُشخص خطأ على أنها كوابيس أو هلع النوم أو خطل نومي أو أي اضطراب نفسي آخر.

## الأسباب
على الرغم من عدم فهم الحالة جيدًا، لكن يُعتقد وجود دور حيوي للخلل في الحلقات المهادية القشرية. يوجد ثلاثة أسباب للاعتقاد بذلك؛ أولاً، الحلقات المهادية القشرية مهمة في النوم والقشرة الجبهية هي مصدر نوبات صرع الفص الجبهي الليلي السائد. ثانيًا، يتلقى كل من المهاد والقشرة سيالات عصبية كولينية، وترتبط الوحدات الفرعية لمستقبلات الأسيتيل كولين بالجينات الثلاثة المعروفة بأنها مسببة للمرض. ثالثًا، يتواجد المركب K على تخطيط الدماغ الكهربائي بشكل ثابت تقريبًا في بداية كل النوبات. يُعتقد أن سبب هذا الصرع هو التعبير عن هذه الوحدات الفرعية للمستقبلات قبل المشبكية بواسطة الخلايا العصبية التي تطلق الناقل المثبط غابا. لذلك، قد تؤدي الطفرة في الوحدة الفرعية إلفا 4 إلى انخفاض إطلاق غابا، مما يتسبب في فرط الاستثارة.

## التشخيص
يُشخص المرض عادةً بناءً على تاريخ المريض، على الرغم من أن تسجيلات تخطيط الدماغ الكهربائي قد تكون مؤكدة إذا حدثت النوبة الصرعية خلال تسجيل نشاط الدماغ الكهربائي.

## العلاج
تُستخدم عادة الأدوية المضادة للصرع للتخلص من صرع الفص الجبهي الليلي السائد. نوقشت هذه الأدوية في مقالة الصرع الرئيسية.